# Massena (Nowy Jork)
Massena – miasto w Stanach Zjednoczonych, w stanie Nowy Jork, w hrabstwie St. Lawrence, przy granicy z Kanadą.